# 福靈斯普林鎮區 (密蘇里州俄勒岡縣)
福靈斯普林鎮區（英語：Falling Spring Township）是位於美國密蘇里州俄勒岡縣的一個行政鎮區。

## 地方資料
福靈斯普林鎮區的面積為103.73平方千米，當中陸地面積為103.53平方千米，而水域面積為0.20平方千米。根據2020年美國人口普查的數據，當地共有人口36人，而人口密度為每平方千米0.35人。